# جامعة حمد بن خليفة
جامعة حمد بن خليفة هي جامعة عامة تقع داخل المدينة التعليمية في الدوحة عاصمة قطر. جامعة حمد بن خليفة عضو في مؤسسة قطر للتربية والعلوم وتنمية المجتمع التي تأسست في عام 2010. طلاب الجامعة تخرجوا اعتبارا من عام 2014. تعود تسمية الجامعة إلى أمير قطر السابق حمد بن خليفة آل ثاني. لدى الجامعة حاليا أكثر من 625 طالبا يمثلون أكثر من 57 جنسية.
الجامعة تقدم مجموعة واسعة من برامج الدراسات العليا والأبحاث التي تركز في مجالات مثل تكنولوجيا المعلومات والحاسبات وعلوم الحياة والتنمية المستدامة والدراسات الإسلامية والتمويل الإسلامي ودراسات الشرق الأوسط ودراسات الترجمة والقانون. تنتشر جهود البحوث في كلياتها الخمس وثلاثة معاهد بحثية.
لها دار نشر وصحيفة التي تلعب دورا رئيسيا في المساعدة على نشر المعرفة التي اكتسبتها أعضاء هيئة التدريس والباحثين في جميع أنحاء العالم. نشرت الجامعة أكثر من 90 كتاب وكيو ساينس وهي شبكة بحثية أكاديمية على الإنترنت.
من بين الخريجين المشهورين موزة المسند رئيسة مؤسسة قطر للتربية والعلوم وتنمية المجتمع.
يقع مقر الجامعة في المدينة التعليمية بالعاصمة القطرية الدوحة؛ التي هي واحدة من أحدث المدن في العالم، وتشتهر بأفقها المذهل وتراثها الثقافي، ومن المقرر أن تستضيف كأس العالم لكرة القدم 2022.
جامعة حمد بن خليفة وجميع برامجها معترف بها من قبل وزارة التربية والتعليم العالي في قطر بموجب المرسوم رقم 34 لعام 2017.

## الكليات

### كلية العلوم والهندسة
- دكتوراه في علوم الحاسوب والهندسة
- دكتوراه في الطاقة المستدامة
- دكتوراه في البيئة المستدامة
- ماجستير العلوم في الطاقة المستدامة
- ماجستير العلوم في البيئة المستدامة
- ماجستير العلوم في الأمن السيبراني
- ماجستير العلوم في العلوم والهندسة
- بكالوريوس العلوم في هندسة الحاسوب
- ماجستير تنفيذي في الطاقة والموارد

### كلية الدراسات الإسلامية
- ماجستير الآداب في الدراسات الإسلامية[1]
- ماجستير العلوم في المالية الإسلامية[2]

### كلية العلوم الإنسانية والاجتماعية
- دكتوراه في العلوم الإنسانية والاجتماعية[3]
- ماجستير الآداب في دراسات الترجمة[4]
- ماجستير الآداب في الدراسات السمعية والبصرية[5]
- ماجستير الآداب في المرأة والمجتمع والتنمية
- ماجستير الآداب في العلوم الإنسانية الرقمية والجمعيات

### كلية القانون والسياسة العامة
- دكتوراه في القضاء[6]

### كلية العلوم الصحية والحياة
- دكتوراه في علم الجينوم والطب الدقيق
- دكتوراه في العلوم البيولوجية والطبية الحيوية
- ماجستير العلوم في علم الجينوم والطب الدقيق
- ماجستير العلوم في العلوم البيولوجية والعلوم الطبية الحيوية

## معاهد البحوث
تقدم جامعة حمد بن خليفة ثلاث معاهد بحثية وطنية تسعى إلى إيجاد حلول للتحديات الكبيرة التي تواجه قطر والمنطقة في مجال البيئة والطاقة والطب الحيوي وتكنولوجيا المعلومات والاتصالات.

## دار النشر
دار جامعة حمد بن خليفة هي دار نشر الجامعة، وتقدم الكتب التعليمية للمدارس والكتب الأكاديمية للجامعات والباحثين وعناوين المعلومات والمرجعية التي يمكن الوصول إليها على الإنترنت.

## الهيئة الطلابية
لدى جامعة حمد بن خليفة حاليا أكثر من 625 طالبا من أكثر من 57 جنسية. 40٪ من الطلاب قطريون.

## دفعة 2017
في 1 مايو 2017 تخرج من الجامعة 148 خريج بحضور هند بنت حمد آل ثاني الرئيس التنفيذي ونائب رئيس مؤسسة قطر ورئيسة مجلس أمناء جامعة حمد بن خليفة. خريجو دفعة 2017 هم أكبر بكثير من خريجو عام 2016 وهو ما يقرب من ضعف عدد الطلاب المتخرجين عن دفعة عام 2014 - الأرقام التي تزيد من وتيرة النمو ولكن زيادة الطلب على التعليم العالي.
في إنجاز آخر للجامعة فإنها قامت بتخريج أول 17 طالبا من برامج الماجستير في كلية العلوم والهندسة بجامعة حمد بن خليفة للعلوم البيولوجية والطبية الحيوية والطاقة المستدامة والبيئة المستدامة. كما تخرج 87 طالبا من كلية الدراسات الإسلامية و18 طالبا من كلية العلوم الإنسانية والاجتماعية و26 طالبا مع ماجستير في الطاقة والموارد.

## المباني
- مقر جامعة حمد بن خليفة.
- مبنى المنارتين: كلية الدراسات الإسلامية، وكلية القانون، وكلية السياسات العامة.
- مبنى العلوم والفنون الحرة.
- مجمع البحوث.
- قاعات الإسكان والإقامة.

## أبرز الخريجين
- موزا المسند (دفعة 2015)[7]